# حملة كاني ويست الرئاسية 2020
أعلن كاني ويست عن حملته الانتخابية لرئاسة الولايات المتحدة عام 2020 عبر تويتر، وذلك في يوم الاستقلال، 4 يوليو 2020. في 16 يوليو 2020، قدَّمت الحملة بيان ترشيحها إلى لجنة الانتخابات الفدرالية. دخل الانتخابات بعد أن فاتته المواعيد النهائية لست ولايات على الأقل ليظهر في بطاقات الاقتراع كمرشح حزب ثالث. اختار ويست ميشيل تيدبول، واعظ مسيحي من ولاية وايومنغ، كنائب له.
دعا برنامج ويست إلى خلق ثقافة الحياة، ودعم الرعاية البيئية، ودعم الفنون، ودعم المنظمات الدينية، واستعادة الصلاة في المدارس، وتوفير دفاع وطني قوي. يعارض ويست الإجهاض وعقوبة الإعدام لكونه مؤيدًا لأخلاقيات الحياة المتسقة، وهي مبدأ من مبادئ الديمقراطية المسيحية.
تأهل ويست لدخول الإقتراع في 12 ولاية. رفعت الحملة دعوى للحصول على حق الاقتراع في خمس ولايات إضافية (أريزونا، أوهايو، ويسكونسن، فرجينيا، فيرجينيا الغربية)، خسرت بعد ذلك جميع الدعاوي، وخسرت أربع ولايات أخرى (إلينوي، ومونتانا، وميسوري، ونيوجيرسي)، وتخلّفت عن المواعيد النهائية لـ29 ولاية أخرى، بالإضافة إلى واشنطن العاصمة.

## الخلفية
صرح ويست في يوليو 2020 أن فكرة حملته حدثت عندما حصل علي جائزة مايكل جاكسون فيديو فانغارد في حفل جوائز الفيديو الموسيقي إم تي في لعام 2015. أثناء الاستحمام في منزل كريس جينر، والدة زوجته، كان ويست يؤلف أغنية من النوع راب، ويفكر في كلمات أغنية «ستترشح للرئاسة». بدأ يضحك بشكل هستيري على فكرة إدراج إعلان رئاسي في خطاب قبوله، بالإضافة إلى ملاحظات مهينة حول عروض الجوائز. في 30 أغسطس 2015، أعلن ويست، في حفل جوائز الفيديو الموسيقي إم تي في، أنه سيترشح للرئاسة في عام 2020. في الشهر التالي، في 24 سبتمبر، أكد ويست مجددا لفانيتي فير أنه يفكر في الترشح للانتخابات الرئاسية عام 2020.
في ديسمبر 2015، أشار إلى ترشحه للرئاسة في أغنيته «فاكتس». في نوفمبر 2016، أعلن ويست أنه يدعم الرئيس الأمريكي دونالد ترامب. في 13 ديسمبر 2016، اجتمع ويست مع الرئيس المنتخب آنذاك ترامب وإيفانكا ترامب. بعد الاجتماع مع ترامب، لمح ويست إلى أنه سيترشح في عام 2024. عندما كان ترامب لا يزال مرشح الحزب الجمهوري، سُئل عن الترشح ضد كاني، فأجاب: «أتعلمون؟ لن اتحدث عنه بسوء أبدًا، تعرفون لماذا؟ لأنه يحب ترامب!»، وذلك على الرغم من أنه أضاف: «ربما بعد بضع سنوات سأترشح ضده، لا أعرف. ووقتها سأتراجع عن ذلك».
في أبريل 2018، أصبح ويست ذا شعبية بين المحافظين واليمين البديل، وذلك بعد أن أيد علنًا الناقد الأمريكي المحافظ كانداس أوينز، مستبعدًا نفسه من قاعدة المعجبين الليبراليين المعتادة. في مايو 2018، ذكر ويست أن ترشحه للرئاسة سيكون مزيجًا بين «حملة ترامب وربما مبادئ بيرني ساندرز».
في أكتوبر 2018، التقى ويست بترامب في المكتب البيضاوي حيث أشاد بالرئيس. في نفس الشهر، أعلن ويست أنه سيبتعد عن السياسة بعد خلاف مع أوينز. في الشهر التالي، صرحت زوجة ويست، كيم كارداشيان، بأنه يدعم شخصية ترامب ولكنه لا يفهم سياساته.
في مقابلة أجريت في أكتوبر 2019 مع مذيع الإذاعة النيوزيلندية زين لوي، أعلن ويست أنه سيكون ذات يوم الرئيس الأمريكي. في نوفمبر 2019، ضحك الجمهور عندما قال ويست انه سيترشح للرئاسة سنة 2024. ذكر ويست أنه سينقل تصنيع علامته التجارية يزي إلى الولايات المتحدة، مضيفًا: «كنا سنخلق لاحقًا العديد من الوظائف، والتي لن أترشح من أجلها [للرئاسة في عام 2024]، بل سوف أخطو تجاه تحقيقها» في يناير 2020، أخبر ويست مجلة جي كيو أنه سيصوت خلال الدورة الانتخابية، وبالتأكيد «الجميع يعرف لمن سأصوت».

## المواقف السياسية
دعا برنامج ويست إلى خلق ثقافة الحياة، ودعم الرعاية البيئية، ودعم الفنون، ودعم المنظمات الدينية، واستعادة الصلاة في المدارس، ودعم دفاع وطني قوي، ودعم سياسة «أمريكا أولًا». أُدرج برنامجه السياسي المكون من 10 نقاط تحت العنوان «خلق ثقافة للحياة»، وهو يتضمن آية من الكتاب القدس لكل بند. يعارض كاني ويست الإجهاض وعقوبة الإعدام لكونه مؤيدًا لأخلاقيات الحياة المتسقة، وهي مبدأ من مبادئ الإيديولوجية السياسية للديمقراطية المسيحية. ذكر ويست في يوليو 2020 أنه سيترشح للرئاسة تحت راية حزب عيد الميلاد المشكل حديثًا، ولكن إذا لم يترشح ترامب فإنه سيكون منتسبًا للحزب الجمهوري.

### الإجهاض وتحديد النسل
في أكتوبر 2019، تحدث ويست ضد الإجهاض قائلًا «لا تقتل». ادعى أيضًا أن الحزب الديمقراطي يضغط على السود لاستخدام هرمون ليفونورغيستريل، المعروف عمومًا بالخطة ب، كشكل من أشكال قمع الناخبين. أثنت المنظمات المناهضة للإجهاض مثل منظمة «لايف أكشن» ومنظمة «طلاب من أجل الحياة» على تعليقات ويست، كما أشاد بها الموقع الإخباري المحافظ «ديلي واير». في يوليو 2020، قال ويست «أنا من أنصار الحياة، لأنني أتبع كلمة الكتاب المقدس» وأعرب عن اعتقاده بأن «جمعية تنظيم الأسرة الأمريكية قد أسسها أنصار سيادة البيض داخل المدن، وذلك من أجل القيام بأعمال الشيطان». انتقدت نيا مارتين روبنسون، من جمعية تنظيم الأسرة الأمريكية، تصريحات ويست، مؤكدة أن «التلميح بأن الإجهاض إبادة جماعية للسود هو أمر مهين وطفولي».
في تجمع حاشد نُظم في شهر يوليو في كارولاينا الجنوبية، ذكر ويست أن الإجهاض ينبغي أن يكون قانونيًا لأن «القانون ليس من الله على أية حال». غير أنه اقترح إعطاء كل أم لا تجهض طفلها حافزًا ماليًا، على سبيل المثال «مليون دولار أو شيء من هذا القبيل». لم يكشف ويست عن الطريقة التي سيمول بها هذه الحوافز.

### حياة السود مهمة ووحشية الشرطة
في نوفمبر 2016، طلب ويست من السود «التوقف عن التركيز على العنصرية»، ولكنه أوضح أن دعمه لترامب لا يعني أنه لا «يؤمن بحركة حياة السود مهمة». في يونيو 2020، شارك ويست في احتجاجات جورج فلويد وتبرع بمليوني دولار لمساعدة ضحايا أعمال الشغب التي وقعت خلال المظاهرات. دفع أيضًا مصاريف الدراسة الجامعية لابنة فلويد. في الشهر التالي، ذكر ويست أن إحدى أولوياته ستكون وضع حد لوحشية الشرطة، مضيفًا أن «الشرطة هم كذلك أناس من الشعب».

### تقنين المرجوانا
في يوليو 2020، أعرب ويست عن دعمه لإضفاء الشرعية على المرجوانا.

### عقوبة الإعدام
في يوليو 2020، أعلن ويست معارضته لعقوبة الإعدام، مستشهدًا بعبارة الكتاب المقدس «لا تقتل»، وهي إحدى الوصايا العشر.

### أخلاقيات الحياة المتسقة
يدعو برنامج ويست إلى خلق ثقافة للحياة، معزِّزًا كل موقف بآية من الكتاب المقدس المسيحي. يدعم ويست أخلاقيات الحياة المتسقة، ويعارض الإجهاض وعقوبة الإعدام.

### الهجرة
في يوليو 2020، أعرب ويست عن دعمه للمهاجرين غير الشرعيين.

### الجيش
في يوليو 2020، صرح ويست أنه يريد خفض الميزانية العسكرية مع الحفاظ على «الالتزام بسيادة القانون والدفاع الوطني القوي».

### صلاة المدرسة
البند الأول في برنامج كاني ويست هو إحياء الصلاة المدرسية في النظام التعليمي الأمريكي.